# Amictus variegatus
Amictus variegatus är en tvåvingeart som först beskrevs av Johann Wilhelm Meigen 1835.  Amictus variegatus ingår i släktet Amictus och familjen svävflugor. Inga underarter finns listade i Catalogue of Life.